# Thein Nyunt
Thein Nyunt (Birmaans: သိန်းညွန့်) (Ma-ubin, 8 oktober 1948 – Naypyidaw, 17 maart 2024) was een Myanmarees militair en politicus.
Thein Nyunt was een voormalig legerkolonel toen hij van 1997 tot 2011 voor het State Peace and Development Council diende als minister van Vooruitgang in Grensgebieden, Etnische Groepen en Ontwikkelingszaken. Van 2006 tot 2011 was hij ook waarnemend burgemeester van de hoofdstad Naypyidaw, waarna hij voorzitter werd van de Raad van Naypyidaw, die de stad bestuurt. Hij behield die functie tot 2016 en in diezelfde periode was hij ook een van de zes ministers van het presidentskantoor in het kabinet van Myanmar.
Nyunt overleed op 17 maart 2024 op 75-jarige leeftijd aan kanker.